# De Volharding (natuurgebied)
De Volharding is een natuurgebied in de Antwerpse gemeente Rijkevorsel, gelegen ten zuiden van het Kanaal Dessel-Turnhout-Schoten.
Het gebied bedraagt 68 ha en wordt beheerd door het Agentschap Natuur en Bos. Het bestaat uit een 16-tal kleiputten die in totaal een oppervlakte van 25 ha beslaan. Naast bos en heiderestanten is er een viskwekerij, waar voornamelijk roofvis wordt gekweekt: snoek, kroeskarper en winde.
Het gebied is van belang als foerageergebied voor watervogels. Het was een van de eerste plaatsen waar de aalscholver weer terugkeerde nadat hij 30 jaar lang niet werd waargenomen in Vlaanderen.
De Volharding is niet toegankelijk. Het is gesitueerd tussen de natuurgebieden Bonte Klepper, waar het op aansluit, en het Klokkeven.